# Naomi Kawase
Naomi Kawase (河瀨 直美, Kawase Naomi) est une réalisatrice et  scénariste japonaise née le 30 mai 1969 à Nara. Elle s'est distinguée aussi bien pour ses fictions que pour ses documentaires autobiographiques et fut primée au festival de Cannes, remportant le Grand prix pour La Forêt de Mogari en 2007, et le prix du jury œcuménique pour Vers la lumière en 2017.

## Biographie
Abandonnée par ses parents, la jeune Naomi est élevée par sa grand-tante et son grand-oncle (cette famille adoptive sera le sujet de ses premiers documentaires). Elle étudie la photographie à l'école des arts visuels d'Osaka, dont elle obtient le diplôme en 1989, après avoir réalisé quelques courts métrages expérimentaux. Elle enseigne dans cette école pendant quatre ans.
Elle se marie en octobre 1997 avec le producteur Takenori Sento puis divorce en mars 2000.
Les premiers films de Naomi Kawase sont rapidement primés, d'abord au Japon, où elle obtient en 1993 le prix d'encouragement au Festival de l'image de Tōkyō pour Dans ses bras et où elle remporte la même année le prix de la presse FIPRESCI durant le festival international du film documentaire de Yamagata. Ensuite en Europe, où Suzaku, son premier long métrage, obtient en 1997 la Caméra d'or à Cannes (première Japonaise et plus jeune lauréate à obtenir ce prix) et un prix FIPRESCI à Rotterdam. Elle reçoit à nouveau un prix FIPRESCI en 2000 au festival de Locarno (en Suisse) pour Les Lucioles, et Shara est en compétition officielle à Cannes en 2003 (mais ne fut pas primé au cours de ce festival).
Elle remporte le grand prix lors du Festival de Cannes 2007 pour son film La Forêt de Mogari.

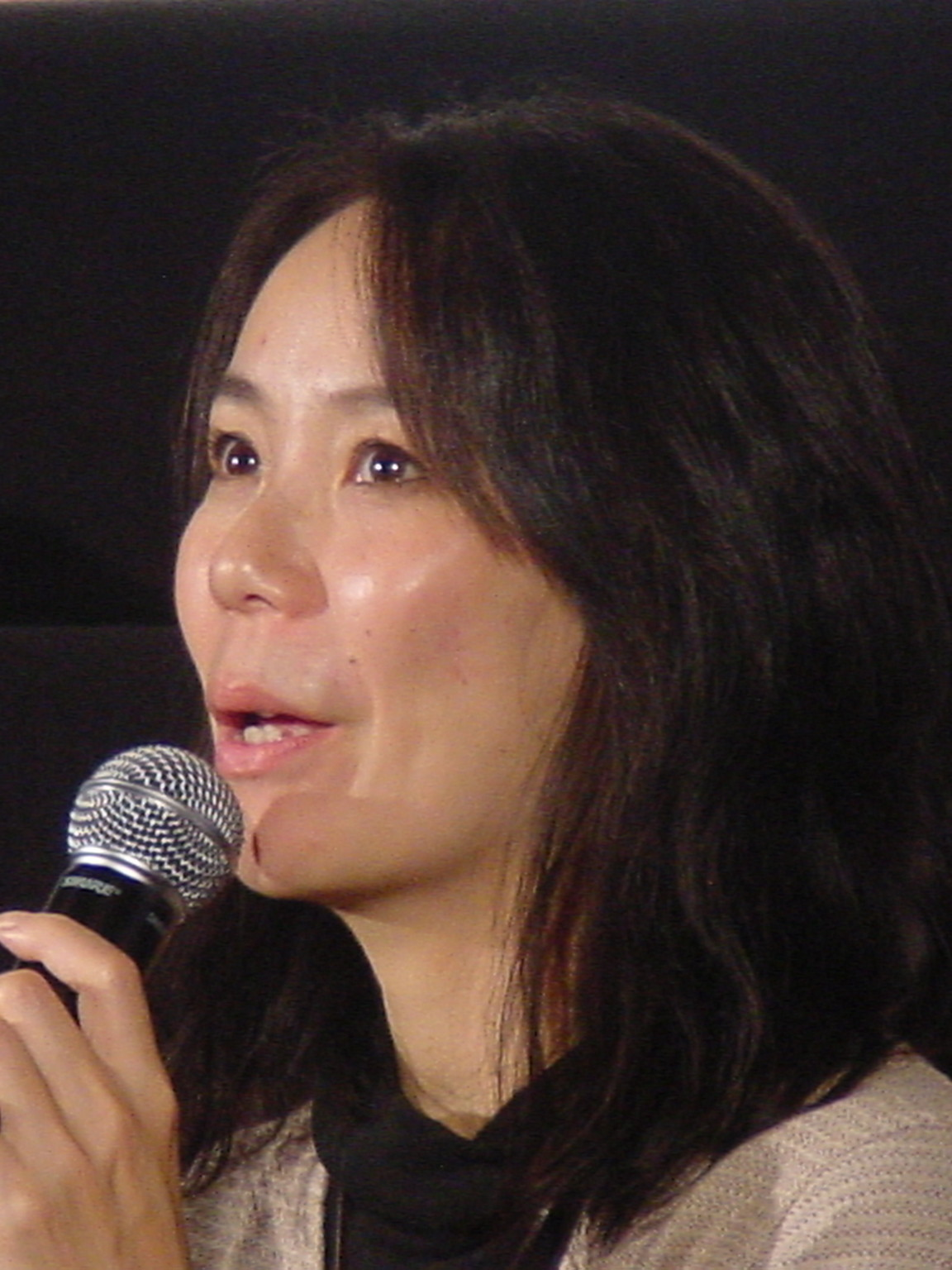
Naomi Kawase au festival international du film de Tokyo en 2010.

Ses réalisations, aux budgets relativement modestes, sont produites et distribuées par des indépendants (dont son ex-mari Takenori Sento) ou par des chaînes de télévision. La chaîne ARTE France, en particulier, a coproduit trois de ses documentaires (Dans ses bras, La Danse des souvenirs et Naissance et Maternité), et il est arrivé que des chaînes japonaises (telles que NHK et TV Tokyo) participent. Ses films explorent généralement de nouveaux modes narratifs tout en restant fidèles à une tradition artistique japonaise ancestrale. Ils abandonnent les notions d'intrigue ou de progression dramatique et mêlent éléments de fiction, images documentaires, vidéos et photographies de la société japonaise. Ses longs métrages se déroulent souvent dans un cadre rural. Son cinéma tente de saisir l'essence sacrée de l'univers familier, des gestes quotidiens et des rituels sociaux et brosse une représentation mythologique, intimiste et poétique du monde contemporain. 
Naomi Kawase a novélisé le film Suzaku et prépare une novélisation de son film Les Lucioles.
À l'automne 2010, elle présente son dernier long métrage Genpin, au Festival International de Saint-Sébastien (du 17 au 25 septembre). Elle y recueille les confidences des femmes suivies par le médecin obstétricien Yoshimura Tadashi, qu'elle filme au plus près, caméra 16 mm à l'épaule. 
En 2011, elle présente en compétition au 64e festival de Cannes Hanezu, l'esprit des montagnes, en 2014, toujours en compétition, Still the Water lors du 67e festival de Cannes, puis en 2017, Vers la lumière (où la principale protagoniste exerce le métier d’audiodescripteur de films) qui obtient six nominations au 70e festival de Cannes.
De novembre 2018 à janvier 2019, elle fait l'objet d'une rétrospective au Centre Pompidou.
Elle a été choisie pour être la réalisatrice officielle du film des Jeux olympiques de Tokyo 2020.

### Jurys de festivals
- 2013 : membre du jury du 66e festival de Cannes, présidé par Steven Spielberg[14]
- décembre 2015 : membre du jury du 15e Festival international du film de Marrakech, présidé par Francis Ford Coppola
- mai 2016 : présidente du jury de la section Cinéfondation et courts métrages lors du 69e festival de Cannes
- juin 2018 : membre du jury du 21e Festival international du film de Shanghai, présidé par Jiang Wen
- 2022 : présidente du jury lors du 44e Festival international du film du Caire

## Filmographie
Les dates indiquées pour la sortie de ses films peuvent varier selon les sources (par exemple entre IMDB et JMDB) ; cela s'explique en partie en raison des spécificités du marché vidéo (par lequel son travail est généralement distribué). En cas d'ambiguïté, nous retenons les dates indiquées dans la filmographie de son site personnel (en japonais) et dans le dossier de presse de La Forêt de Mogari.

### Cinéma

#### Longs métrages
- 1996 : Suzaku (萌の朱雀, Moe no suzaku?)
- 2000 : Les Lucioles (火垂, Hotaru?)
- 2003 : Shara (沙羅双樹, Sharasojyu?)
- 2007 : La Forêt de Mogari (殯の森, Mogari no mori?, litt. La Forêt du deuil)
- 2008 : Nanayomachi (七夜待?)

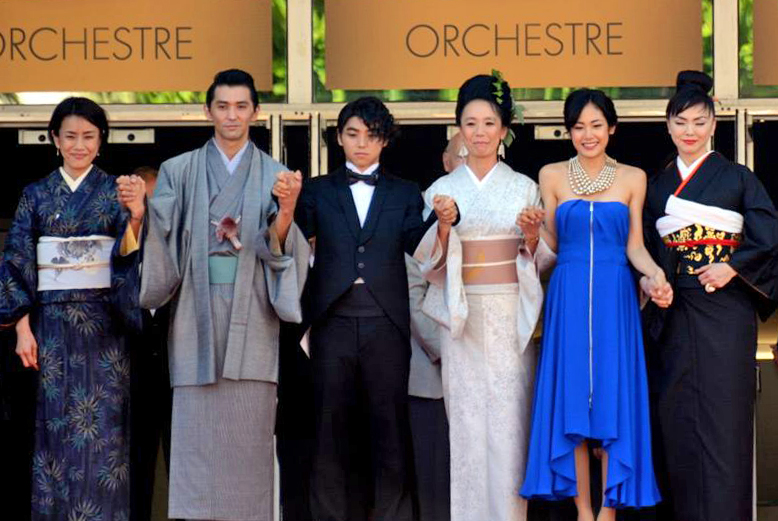
Naomi Kawase (en blanc), accompagnée de l'équipe du film Still the Water lors de sa présentation au festival de Cannes 2014.

- 2009 : Jeonju Digital Project 2009: Visitors, segment Koma (狛?)
- 2011 : Hanezu, l'esprit des montagnes (朱花の月, Hanezu no tsuki?)
- 2011 : 60 Seconds of Solitude in Year Zero, segment d'une minute
- 2014 : Still the Water (2つ目の窓, Futatsume no mado?)
- 2015 : Les Délices de Tokyo (あん, An?)
- 2017 : Vers la lumière (光, Hikari?)
- 2018 : Cinema Fighters, segment Parallel World
- 2018 : Voyage à Yoshino (Vision)
- 2020 : True Mothers (朝が来る, Asa ga kuru?)
- 2026 : L’Illusion de Yakushima[15]

#### Courts métrages
- 2015 : Lies
- 2016 : Seed
- 2020 : court métrage dans le cadre de l'anthologie Homemade, anthologie tournée pendant la pandémie de Covid-19

### Documentaires

#### Longs métrages
- 1996 : Ce monde-ci (現しよ, Arawashi yo ou Utsushiyo?) coréalisé avec Hirokazu Kore-eda
- 1998 : Les Enracinés de la montagne (杣人物語, Somaudo monogatari?)
- 1999 : Kaléidoscope (万華鏡, Manguekyo?)
- 2002 : La Danse des souvenirs parfois appelé Lettre d'un cerisier jaune en fleur (追臆のダンス, Tsuioku no dansu?)
- 2010 : Genpin, la maternité dans les bois (玄牝, Genpin?, litt. La Femme mystérieuse)
- 2011 : 3.11 Sense of Home, segment Home
- 2022 : Official Film of the Olympic Games Tokyo 2020 Side A
- 2022 : Official Film of the Olympic Games Tokyo 2020 Side B

#### Moyens métrages
- 1992 : Dans ses bras aussi appelé Étreinte (につつまれて, Ni tsutsumarete?)
- 1993 : La Lune blanche (白い月, Shiroi tsuki?)
- 1994 : Escargot (かたつもり, Katatsumori?)
- 1996 : Le Soleil couchant (陽は傾ぶき, Hi wa katabuki?)
- 2001 : Dans le silence du monde (きゃからばあ, Kya ka ra ba a?)
- 2006 : Naissance et Maternité (垂乳根, Tarachime?)
- 2009 : Correspondencia : Isaki Lacuesta - Naomi Kawase, coréalisé avec Isaki Lacuesta
- 2012 : La Maison de ma grand-mère (Chiri?)

#### Courts métrages
- 1988 : Je me focalise sur ce qui m'intéresse (私が強く興味をもったものを大きくFixできりとる, Watashi ga tsuyoku kyōmi o motta mono o ōkiku fix dekiritoru?)
- 1988 : La Concrétisation de ces choses qui volent autour de moi (私が生き生きと関わっていこうとする事物の具体化, Watashi ga ikiiki to kakawatte ikō to suru jibutsu no gutaika?)
- 1988 : My J-W-F
- 1988 : La Glace de papa (パパのソフトクリーム, Papa no sofuto kurīmu?)
- 1989 : Ma seule famille (たったひとりの家族, Tatta hitori no kazoku?)
- 1989 : Une petite grandeur (小さな大きさ, Chīsana ōkisa?)
- 1989 : Maintenant (今、, Ima,?)
- 1990 : Le Pain des déesses (女神たちのパン, Megami-tachi no pan?)
- 1991 : Un faux bonheur (幸福モドキ, Shiawase modoki?)
- 1995 : Regardez le ciel (天、見たけ, Ten, mitake?)
- 1995 : La Mémoire du vent (風の記憶 渋谷にて 1995.12.26, Kaze no kioku: Shibuya ni te 1995.12.26?)
- 2004 : Ombre (影-Shadow, Kage-Shadow?)

## Distinctions

### Récompenses
- Festival de Cannes :
  - Caméra d'or pour Suzaku en 1997[16]
  - Grand prix du jury pour La Forêt de Mogari en 2007[8]
  - prix du jury œcuménique pour Vers la lumière en 2017[17]
- Berlinale :
  - prix FIPRESCI pour Genpin en 2010[18]

### Sélections
- Festival de Cannes :
  - en compétition pour la Palme d'or avec Shara en 2003[19]
  - en compétition pour la Palme d'or avec La Forêt de Mogari en 2007[8]
  - en compétition pour la Palme d'or avec Hanezu, l'esprit des montagnes en 2011[20]
  - en compétition pour la Palme d'or avec Still the Water en 2014[21]
  - en compétition pour la Palme d'or avec Vers la lumière en 2017[22]
  - hors-compétition, en sélection Cannes Classics avec Official Film of the Olympic Games Tokyo 2020 Side A en 2022[23]

## Controverse
En 2022, la réalisatrice est accusée de harcèlement envers ses équipes.

## Citations
« Dans l'industrie cinématographique japonaise, réaliser des films est considéré comme quelque chose dont il faut se défausser, ou qu'il faut faire en souffrant – vous êtes supposés perdre les nécessités basiques de la vie au passage. Cette condition, poursuivre un rêve, sans s'économiser, est quelque chose qui serait pardonné à un homme, mais pas à une femme. Cette sorte d'intolérance de la vieille génération est toujours apparente au Japon et c'est toujours une grande barrière à dépasser. »

« Je pense que le cinéma a une histoire trop brève pour qu'on s'y réfère. La façon dont la littérature japonaise raconte des histoires, décrit les émotions humaines est très différente. Raconter des histoires c'est dire comment les gens vivent, souffrent, s'unissent et se séparent. »

« Dans une vie, beaucoup de choses vous font hésiter ou trébucher sur le chemin. Je crois, dans ces moments-là, qu’on cherche quelque chose au fond de soi qui peut nous redonner de la confiance et de la force. On essaie de se trouver des forces – ce n’est pas l’argent, des voitures ou des vêtements – ce n’est pas forcément quelque chose de visible. Ça peut être le vent, la lumière, le souvenir des Anciens. Et quand on trouve ce point d’appui dans le monde, on peut être tout seul et continuer. »

### Filmographie
- En 2008, Laetitia Mikles réalise le documentaire Rien ne s'efface (prix Découverte de la Scam 2010), à la suite de ses rencontres avec Naomi Kawase sur les thématiques intimes qui traversent son cinéma.
- En 2004, le cinéaste français Vincent Dieutre termine la réalisation d'une vidéo Les Accords d'Alba, commencée en avril 2002, sur ses rapports artistiques avec Naomi Kawase.